# Piazze (Cetona)
Piazze è una frazione del comune italiano di Cetona, nella provincia di Siena, in Toscana.

## Storia
Il borgo delle Piazze risale al XVI secolo ed era compreso nel territorio del feudo di Camporsevoli. Nel 1777 fu accorpato a San Casciano dei Bagni e in seguito, per decreto napoleonico, divenne frazione di Cetona nel 1808.
Piazze contava 362 abitanti nel 1833.

## Monumenti e luoghi d'interesse

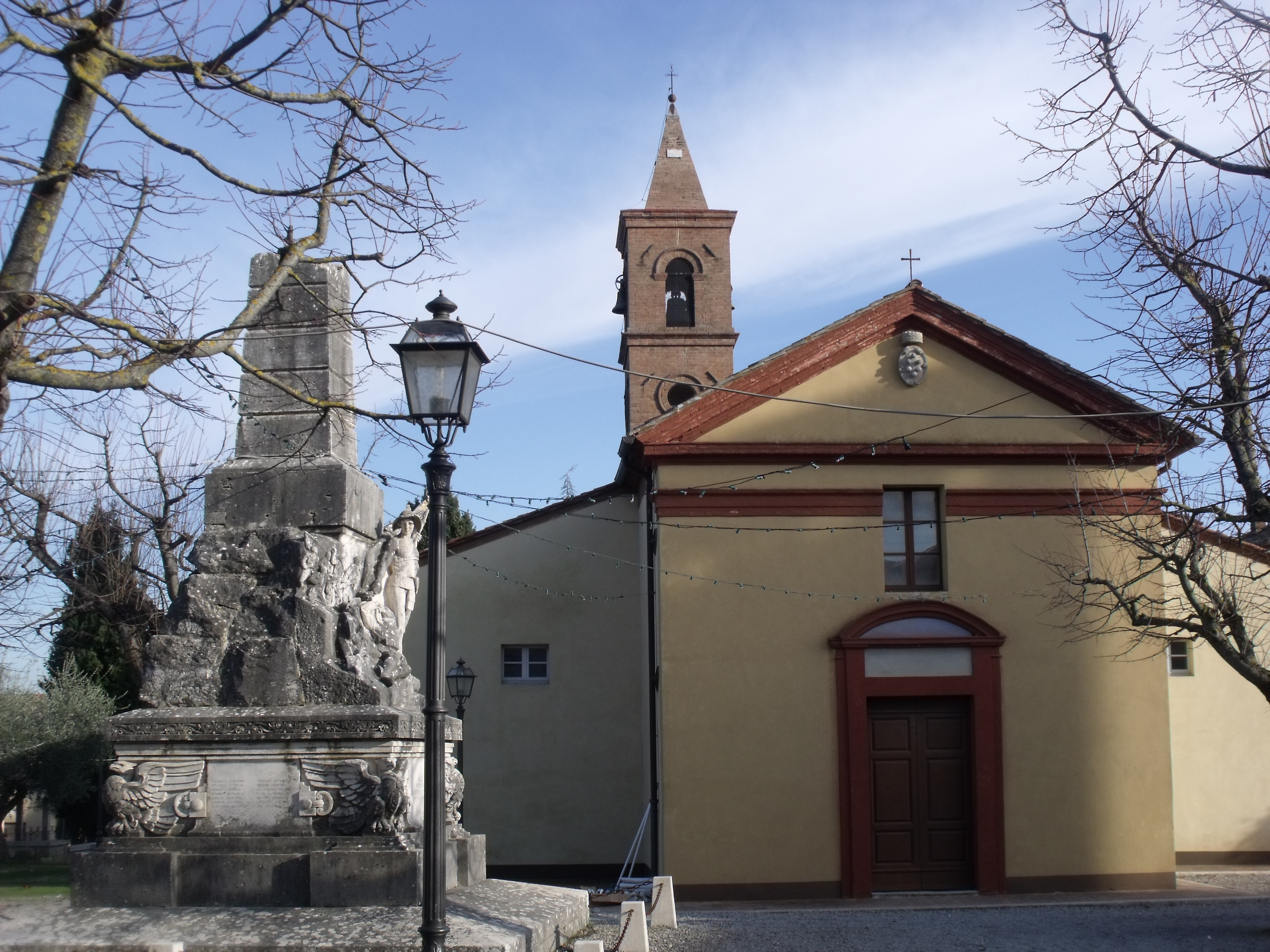
Monumento ai caduti e la chiesa di San Lazzaro

### Architetture religiose
- Chiesa di San Lazzaro,[3][4] conosciuta come San Lazzaro alle Piazze, è lo storico luogo di culto della frazione, nonché ex sede parrocchiale.[3] Risalente agli inizi del XVI secolo, è stata poi sconsacrata nel secondo dopoguerra e dal 2005, anno del restauro, ospita il centro civico della frazione.[4]
- Chiesa di Maria Immacolata, chiesa situata di fianco all'omonimo istituto-asilo, è stata costruita nel 1962 ed ha sostituito la chiesa di San Lazzaro nelle funzioni di chiesa parrocchiale.[4]
- Cappella di San Giuseppe al Tamburino[5].

### Architetture civili
- Asilo infantile Maria Immacolata, istituto scolastico posto nella piazza principale di Piazze, è stato realizzato nel 1952. Si contraddistingue per il suo aspetto razionalista e la monumentale torre con l'orologio.
- Villa Argentina, storica abitazione ottocentesca della frazione, fu proprietà del dottor Alberto Rinaldi. Numerose personalità giungevano a villa Argentina per farsi curare dal noto medico, tra i quali si ricorda il compositore Arturo Toscanini.

### Altro
- Monumento ai caduti, cippo monumentale in travertino inciso e scolpito situato in piazza Vittorio Veneto, fu realizzato in memoria dei caduti della prima guerra mondiale da Raffaello Romanelli ed inaugurato nel 1924 con il patrocinio del marchese Domenico Grossi di Camporsevoli.[6][7] Nel 1987 fu aggiunta al basamento un lapide in ricordo anche dei caduti della seconda guerra mondiale.[6]